# Huetamo
Huetamo est une municipalité de l'État mexicain de Michoacán, située dans la région de Tierra Caliente (es) de l'État.